# Discobol
Een discobol of discobal (gebaseerd op de niet-gemotoriseerde spiegelbol) is een gemotoriseerde draaiende bol met (gekleurde semi-)transparante vlakjes en binnenin in het midden een lamp, die (gekleurde) lichtstralen op de dansvloer geven & is vooral populair geworden door het aanslaan van disco/discotheken van eind 1960s-begin 1980s en begin 1980s zijn discotheken stilaan overgegaan in megadancings waar men dance & aanverwante (sub)genres en aanverwante draait in plaats van dat men disco en aanverwante (sub)genres draait.
Een spiegelbol (waar de discobol op gebaseerd is) is een met kleine spiegeltjes beplakte bol, die dient om een lichteffect te geven door de spiegelreflectie door middel van de spiegeltjes. 
Een spiegelbol wordt ook wel eens aan een motor bevestigd (maar een spiegelbol is op zich niet-gemotoriseerd) zodat de niet-geautomatiseerde spiegelbol gemotoriseerd kan (rond)draaien en door op een spiegelbol met spots vanuit verschillende zijden te belichten wordt een patroon van bewegende lichtvlekjes verspreidt d.m.v. de spiegeltjes.
De eerste documentatie met een spiegelbal komt uit 1897, in een artikel van de Electrical Worker, een tijdschrift voor de elektricien-vakbond in Charlestown in Massachusetts. Het artikel bespreekt het jaarlijkse feest van de bond en de meest opvallende decoraties van die avond. De initialen van de groep (NBEW) werden verlicht met gloeilampen van verschillende kleuren die over de balzaal werden verspreid met gaas, en een ander koolbooglamp scheen op een gespiegelde bal.
Ook filmbeelden uit 1920s tonen aan dat spiegelbollen toen al in Berlijnse cabarets (waaruit discotheken zijn voortgekomen) te zien waren.
De afmeting varieert per stuk.